# عادل المهيلمي
عادل حسن المهيلمي (15 مايو 1926 - 21 يونيو 2001)، ممثل مصري. مولود في القاهرة، حاصل على دبلوم المعهد العالي للفنون المسرحية، وأيضًاً على ليسانس الحقوق، عمل في العديد من المسلسلات التليفزيونية، والعديد من المسرحيات، وظهر في عدد قليل من الأفلام.

## فيلموجرافيا
1. الفرسان
2. 1990 – هالة والدراويش
3. 1994 – مسلسل الملك الصالح عماد الدين إسماعيل 2. لا اله الا الله - الجزء الرابع
4. 1973 – مسلسل المفسدون في الأرض .
5. 1976 – فيلم أنا لا عاقلة ولا مجنونة.
6. 1988 – مسلسل فوازير ألف ليله وليله (كريمة - فاطيما - حليمة)
7. 1987 – مسلسل الكرنك (فيلم)
8. 1981 – فيلم أداء صوت غراتسياني فيلم عمر المختار
9. 1975 – فيلم الشيماء
10. 1972 – فيلم ذات الوجهين
11. 1972 – فيلم عين الحياة
12. 1970 – فيلم الجزاء [ج]
13. 1970 – فيلم أشياء لا تشترى [ب]
14. 1970 – فيلم الرعب
15. 1969 – فيلم غرام تلميذة
16. 1969 – فيلم لا تطفئ الشمس
17. 1961 – فيلم طريق الأبطال
18. 1961 – فيلم صبيحة وعلام
19. – مسلسل إذاعي ابتسمت الدموع
20. – مسلسل إذاعي خبز الأخرى
21. 1995 – تمثيلية القضاء في الإسلام ج6
22. 1962 – مسلسل هارب من الأيام [ب]
23. 1969 – مسلسل المطاردة

## روابط خارجية
- عادل المهيلمي على موقع الدهليز
- عادل المهيلمي على موقع قاعدة بيانات الأفلام العربية